# Modulatricidae
Modulatricidae (лат.) — семейство птиц отряда воробьинообразных.

## Описание
Представители данного семейства имеют длину от 15 до 19 см. Они имеют коричневатое, оливковое или иногда светло-бежевое оперение. Самцы и самки практически не отличаются внешне. Голова от маленького до среднего размера, шея относительно толстая. Крылья короткие и округлые, хвост средней длины. Клюв короткий или среднего размера, прямой. Ноги средней длины, ступни относительно крупные.

## Образ жизни
Представители данного семейства живут в тропических горных лесах с густым подлеском. Питаются беспозвоночными и ягодами. Мало что известно о биологии размножения видов этого семейства. Гнезда имеют чашеобразную форму, они построены из мелких веточек, листьев и мха на высоте около двух метров над землей. Кладка состоит из двух яиц.

## Список видов
В составе семейства включают три монотипических рода:
- Род Modulatrix Ripley, 1952 — Бюльбюлевые дрозды
  - Modulatrix stictigula (Reichenow, 1906) — Бюльбюлевый дрозд
- Род Arcanator Irwin & Clancey, 1986
  - Arcanator orostruthus (Vincent, 1933) — Горный бурый бюльбюль
    - A. o. amani (Sclater & Moreau, 1935)
    - A. o. orostruthus (Vincent, 1933)
    - A. o. sanjei (Jensen & Stuart, 1982)
- Род Kakamega Mann, Burton & Lennerstedt, 1978
  - Kakamega poliothorax (Reichenow, 1900) — Серобрюхая мышиная тимелия